# Maria Dolors Millat
Maria Dolors Millat Llusà (Sort 29 de mayo de 1959) es una escritora, poeta y docente. Licenciada en Historia Antigua por la Universidad de Barcelona. Las obras sobre la temática de teoría de escritura literaria las ha firmado con el seudónimo de Lola Sabarich. En el año 1993 fundó la Aula de Lletres, la primera escuela de escritura de Cataluña que posteriormente se convertiría en la Escuela de Escritura del Ateneou Barcelonés del que fue jefa de estudios.

## Obra

### Poesía
- Lunas de arena, (Barcelona : Meteora), 2007 ISBN 978-84-9562-355-3
- Al batec de la terra, (Barcelona : Meteora), 2007 ISBN 978-84-9562-379-9
- Terra inhòspita : Barcelona 2048, (Barcelona : Periscopi), 2013 ISBN 978-84-9404-907-1

### Novela
- Quirat i mig, (Barcelona, 1984), 2012 ISBN 978-84-9244-075-7

### Manuales de escritura literaria
- Con el seudónimo de Lola Sabarich:
- Cómo mejorar un texto literario : un manual práctico para dominar las técnicas básicas de la narración, (Barcelona : Alba), 2001. ISBN 84-8428-115-9
- El Oficio de escritor : todos los pasos desde el papel en blanco a la mesa del editor, (Barcelona : Alba), 2000. ISBN 978-84-8428-033-0